# Hopital Universitaire de Bruxelles
Vous pouvez aider à l'améliorer ou bien discuter des problèmes sur sa page de discussion.
- Il ne cite pas suffisamment ses sources. Vous pouvez indiquer les passages à sourcer avec {{référence nécessaire}} ou {{Référence souhaitée}}, et inclure les références utiles en les liant aux notes de bas de page. (Marqué depuis avril 2024)
- Certaines informations devraient être mieux reliées aux sources mentionnées dans la bibliographie ou les liens externes. Améliorez sa vérifiabilité en les associant par des références. (Marqué depuis avril 2024)
- Il ne s’appuie pas, ou pas assez, sur des sources secondaires ou tertiaires. (Marqué depuis avril 2024)

- Archive Wikiwix
- Bing
- Cairn
- DuckDuckGo
- E. Universalis
- Gallica
- Google
- G. Books
- G. News
- G. Scholar
- Persée
- Qwant
- (zh) Baidu
- (ru) Yandex
- (wd) trouver des œuvres sur Wikidata

L'Hopital Universitaire de Bruxelles, également connu comme HUB, ou en néerlandais Academisch Ziekenhuis van Brussel, est un regroupement hospitalier belge, issu du rapprochement en 2021 de trois institutions hospitalières bruxelloise, les Cliniques universitaires de Bruxelles (Hôpital Erasme), l'Hôpital universitaire des enfants Reine Fabiola (HUDERF) et l'Institut Jules Bordet (IJB).
Le siège social est établi au siège de l'ULB Avenue Franklin Roosevelt 50.
Il ne faut pas confondre le HUB avec les institutions universitaires privées Cliniques universitaires de Bruxelles (Hôpital Erasme), dépendant de l'ULB, et l'Universitair Ziekenhuis Brussel, dépendant de la VUB, ni avec le Centre hospitalier universitaire de Bruxelles qui était une tentative précédente de fusionner les hôpitaux de la Ville de Bruxelles.